# David Kajínek
David Kajínek (* 10. července 1988 Frýdlant) je český lední hokejista hrající na postu obránce.

## Život
Narodil se ve Frýdlantě, městě ve Frýdlantském výběžku na severu České republiky. S hokejem začínal v klubu libereckých Bílých Tygrů, za které nastupoval i ve svém mládežnickém věku. V sezóně 2007/2008, kdy hrál za liberecké juniory, hostoval ve třech zápasech mezi muži vrchlabského Stadionu. Další ročník (2008/2009) se již objevoval mezi muži svého mateřského celku, nicméně většinu sezóny strávil na hostování v Benátkách nad Jizerou. Obdobný režim praktikoval pravidelně až do ročníku 2015/2016. Pouze během sezóny 2009/2010 nastoupil navíc ještě k sedmi zápasům za sokolovský Baník, kam byl zapůjčen na střídavé starty. Během své poslední sezóny v Liberci se stal s klubem vítězem české extraligy a získal tak mistrovský titul.
Celý ročník 2016/2017 strávil na hostování v jihlavské Dukle, kam před následujícím ročníkem z Liberce přestoupil. Jako kmenový hráč Dukly zde odehrál dvě sezóny a poté se vydal do zahraničí, když přestoupil do trenčínské Dukly. V ní strávil pouze ročník 2019/2020 a po něm se opětovně vrátil do své vlasti, a sice do celku z Vrchlabí, kde ze Slovenska hostoval dvě sezóny (2020/2021 a 2021/2022). Následně na jeden ročník přestoupil do Vsetína. Po něm opětovně měnil dres, když před sezónou 2023/2024 přešel do pražské Slavie.